# 虱啮科
虱啮科是啮虫目粉啮虫亚目之下的一個科，又名書蝨科，是一種樹蝨。本科物種一般細小扁平，通常都沒有翅膀。

## 分類
本科舊屬啮虫目（Corrodentia）的準齧蟲亞目（Parapsocida），今屬粉啮虫亚目（Troctomorpha）。有物種有約120種，遍布全球。牠們大致可分為九個屬及大小兩個亞科，分別如下：
- Subfamily Embidopsocinae
  - Belapha
  - Belaphopsocus
  - Belaphotroctes
  - Chaetotroctes
  - Embidopsocopsis
  - Embidopsocus
  - Troctulus
- 虱啮亚科 Liposcelidinae
  - 虱啮属 Liposcelis[6]
  - Troglotroctes

## 外部連結
- 維基物種上的相關：虱啮科